# EVA Air
EVA Airways er et flyselskab fra Republikken Kina (Taiwan). Selskabet er ejet af Evergreen Group og har hub og hovedkontor på Taiwan Taoyuan International Airport i Taoyuan. EVA Air blev etableret 8. marts 1989.
I slutningen af marts 2012 meddelte flyalliancen Star Alliance, at EVA Airways i midten af 2013 vil blive optaget som fuldgyldigt medlem af alliancen.
Selskabet fløj i april 2012 til 50 destinationer i det meste af verden (inkl. fragt). Flyflåden bestod af 59 fly med en gennemsnitsalder på 10.2 år. Heraf var der 14 eksemplarer af Airbus A330, 17 af typen Boeing 747-400 og femten Boeing 777. EVA Air er det andenstørste flyselskab i Taiwan efter konkurrenten China Airlines.